# 特羅斯佳內茨河 (斯莫特里奇河支流)
特羅斯佳內茨河（羅馬化：Trostianets）是烏克蘭的河流，位於該國西部赫梅利尼茨基州，為斯莫特里奇河的左支流，發源自韋爾希夫齊以北，河道全長32公里，流域面積204平方公里。